# 단체 복합체
대수적 위상수학에서 단체 복합체(單體複合體, 영어: simplicial complex)는 위상 공간을 단체들로 분할하는 구조이다. 이를 사용하여 위상 공간의 호몰로지를 계산할 수 있다.:§2.1

## 정의
단체 복합체의 개념은 층 이론을 사용하여 추상적으로 정의할 수도 있고, 조합론적으로 구체적으로 정의할 수도 있다.

### 추상적 정의
공집합이 아닌 유한 집합과 함수의 범주 {\displaystyle \operatorname {finSet} _{+}}를 생각하자. 그 위의 (집합 값의) 준층을 대칭 단체 집합(영어: symmetric simplicial set)이라고 한다. 즉, 대칭 단체 집합의 범주는 {\displaystyle \operatorname {PSh} (\operatorname {finSet} _{+})}이다. 이는 그로텐디크 토포스를 이룬다.
일반적으로, 임의의 작은 범주 위의 준층 {\displaystyle F\colon {\mathcal {C}}^{\operatorname {op} }\to \operatorname {Set} }의 원소 가운데 구체적 준층(영어: concrete presheaf)은 다음과 같은 표준적인 함수
{\displaystyle F(U)\to \hom _{\operatorname {Set} }(\hom _{\mathcal {C}}(1,U),F(1))}
가 단사 함수인 경우이다. (여기서 {\displaystyle 1\in {\mathcal {C}}}는 시작 대상이다.) 모든 준층의 범주 {\displaystyle \operatorname {PSh} ({\mathcal {C}})}는 그로텐디크 토포스를 이루지만, 모든 구체적 준층 {\displaystyle \operatorname {concPSh} ({\mathcal {C}})}의 충실충만한 부분 범주는 준토포스를 이룬다.
{\displaystyle \operatorname {finSet} _{+}} 위의 구체적 준층을 단체 복합체라고 한다.:Proposition 27 단체 복합체의 범주
{\displaystyle \operatorname {SimpComp} =\operatorname {concPSh} (\operatorname {finSet} _{+})}
는 준토포스를 이룬다. 정의에 따라 모든 단체 복합체는 대칭 단체 집합이다.
대칭 단체 집합 {\displaystyle F\colon \operatorname {finSet} _{+}^{\operatorname {op} }\to \operatorname {Set} }에서, 한원소 집합 {\displaystyle \{\bullet \}\in \operatorname {finSet} _{+}}의 상 {\displaystyle F(\{\bullet \})\in \operatorname {Set} }의 원소를 단체 복합체의 꼭짓점(영어: vertex)이라고 한다. 보다 일반적으로, 크기 {\displaystyle n+1}의 집합 {\displaystyle S\in \operatorname {finSet} _{+}}의 상 {\displaystyle F(S)\in \operatorname {Set} }의 원소를 (퇴화되었을 수 있는) {\displaystyle n}차원 단체(영어: {\displaystyle n}-simplex)라고 한다. (따라서 꼭짓점은 0차원 단체이다.) 표준적인 함수
{\displaystyle F(S)\to F(\{\bullet \})^{S}\cong F(\{\bullet \}^{n+1}}
아래, {\displaystyle \sigma \in F(S)}의 상 {\displaystyle (v_{0},v_{1},\dots ,v_{n})\in F(\{\bullet \}^{n+1}}의 성분들을 단체 {\displaystyle \sigma }의 꼭짓점(-點, 영어: vertex)이라고 한다. 단체 복합체의 경우 단체는 그 꼭짓점들로부터 완전히 결정되지만, 일반적 대칭 단체 집합의 경우 그렇지 않다. 모든 꼭짓점들이 서로 다른 단체를 비퇴화 단체(영어: nondegenerate simplex)라고 하고, 일부 꼭짓점들이 일치하는 단체를 퇴화 단체(영어: degenerate simplex)라고 한다. (모든 꼭짓점은 한원소 집합으로서 비퇴화 단체이다.)
대칭 단체 집합의 단체 사상(영어: simplicial map)은 준층의 사상이다 (즉, 함자의 자연 변환이다).

### 구체적 정의
단체 복합체의 개념은 매우 구체적으로 정의할 수 있으며, 이 정의는 준층을 통한 추상적 정의와 동치이다.
단체 복합체 {\displaystyle (V,\Sigma )}는 다음과 같은 데이터로 구성된다.
- {\displaystyle V}는 집합이다. {\displaystyle V}의 원소를 꼭짓점이라고 한다.
- {\displaystyle \Sigma \subset {\mathcal {P}}(V)}는 {\displaystyle V}의, 공집합이 아닌 유한 부분 집합들로 구성된 집합이다. {\displaystyle \Sigma }의 원소 가운데, 크기가 {\displaystyle n+1}인 것을 {\displaystyle n}차원 비퇴화 단체(영어: nondegenerate {\displaystyle n}-simplex)라고 한다. {\displaystyle n}차원 단체 {\displaystyle \sigma \in \Sigma }의, 크기가 {\displaystyle n-1}인, 공집합이 아닌 부분 집합을 {\displaystyle \sigma }의 면(영어: facet)이라고 한다.

이 데이터는 다음 조건들을 만족시켜야 한다.
- 비퇴화 단체의 면은 비퇴화 단체이다. 즉, 만약 {\displaystyle \varnothing \neq \sigma \subseteq \sigma '\in \Sigma }라면 {\displaystyle \sigma \in \Sigma }이다.
- 꼭짓점(의 한원소 집합)은 비퇴화 단체이다. 즉, 모든 꼭짓점 {\displaystyle v\in V}에 대하여, {\displaystyle \{v\}\in \Sigma }이다.

중복집합에서, 중복되는 원소를 제거하여 집합으로 만드는 과정을 {\displaystyle \operatorname {supp} }라고 하자. 그렇다면, 꼭짓점들로 구성된 중복집합 {\displaystyle \sigma }에 대하여, 만약 {\displaystyle \operatorname {supp} \sigma }가 비퇴화 단체라면, {\displaystyle \sigma }를 단체(영어: simplex)라고 한다. 비퇴화 단체가 아닌 단체를 퇴화 단체(영어: degenerate simplex)라고 한다.
두 단체 복합체 {\displaystyle (V,\Sigma )}, {\displaystyle (V',\Sigma ')} 사이의 단체 사상(영어: simplicial map) {\displaystyle f\colon (V,\Sigma )\to (V',\Sigma ')}은 다음 조건을 만족시키는 함수 {\displaystyle f\colon V\to V'}이다.
- 모든 비퇴화 단체 {\displaystyle \sigma \in \Sigma }에 대하여, 그 상 {\displaystyle f(\sigma )\subseteq V'} 역시 단체이다.

즉, 단체 사상은 {\displaystyle n}차원 단체는 {\displaystyle n}차원 단체에 대응시킨다. 다만, 비퇴화 단체 또한 (같은 차원의) 퇴화 단체에 대응될 수 있다.
단체 복합체 {\displaystyle (V,\Sigma )}이 주어졌다고 하자. 그렇다면, 각 {\displaystyle n}차원 (추상적) 비퇴화 단체에 (위상 공간인) 실제 단체 {\displaystyle \triangle ^{n}\subset \mathbb {R} ^{n}}을 대응시키고, 그 면들을 경계 사상을 통해 서로 적절히 붙여 위상 공간을 정의할 수 있다. 이를 단체 복합체의 기하학적 실현(영어: geometric realization) {\displaystyle |(V,\Sigma )|}이라고 한다. 위상 공간 {\displaystyle X}에 대하여, 만약 단체 복합체 {\displaystyle (V,\Sigma )}의 기하학적 실현이 {\displaystyle X}와 위상 동형이라면, {\displaystyle (V,\Sigma )}를 {\displaystyle X} 위의 삼각 분할(영어: triangulation)이라고 한다.

## 델타 복합체
델타 복합체도 단체 복합체나 단체 집합과 같이 준층으로서 정의할 수 있으며, 구체적으로 정의할 수도 있다.

### 추상적 정의
델타 복합체는 공집합이 아닌 유한 전순서 집합과 증가 단사 함수의 범주 {\displaystyle \operatorname {finOrd_{+}^{inj}} } 위의 준층이다. 모든 증가 함수 대신 단사 함수만을 여기는 것은 (단체 집합과 달리) 경계 사상만 있고, 퇴화 사상이 없는 것을 뜻한다. 퇴화 사상이 없으므로, 모든 단체들이 비퇴화 단체가 된다.
델타 복합체의 델타 사상(영어: delta-map)은 준층의 사상이다. (즉, 자연 변환이다.) 그런데 모든 단체들이 비퇴화 단체이므로, 델타 사상은 비퇴화 단체를 항상 비퇴화 단체에 대응시켜야 한다. 즉, 단체 복합체나 단체 집합의 사상과는 달리, 델타 사상 아래 단체가 퇴화될 수 없다.

### 구체적 정의
델타 복합체는 다음과 같은 데이터로 구성된다.
- 각 자연수 {\displaystyle n\in \mathbb {N} }에 대하여, 집합 {\displaystyle \Sigma _{n}}. 그 원소를 {\displaystyle n}차원 단체라고 한다.
- 각 양의 정수 {\displaystyle n\in \mathbb {Z} ^{+}} 및 {\displaystyle i\in \{0,1,\dots ,n\}}에 대하여, 함수 {\displaystyle \partial _{n}^{i}\colon \Sigma _{n}\to \Sigma _{n-1}}. 이를 {\displaystyle i}번째 면 사상(영어: face map)이라고 한다.

이들은 다음 조건을 만족시켜야 한다. (이는 단체 집합의 정의에 등장하는 첫째 단체 항등식이다.)
{\displaystyle \partial _{n-1}^{i}\circ \partial _{n}^{j}=\partial _{n-1}^{j-1}\circ \partial _{n}^{i}\qquad (0\leq i<j\leq n)}
델타 복합체 역시 기하학적 실현(영어: geometric realization)을 정의할 수 있다. 이 경우 모든 단체들이 비퇴화 단체가 된다.
델타 복합체와 단체 복합체의 주된 차이는 다음과 같다.
- 단체의 꼭짓점들의 전순서를 가진다. (이는 단체 집합도 마찬가지이다.)
- 단체의 꼭짓점과 면들이 중복될 수 있다. 즉, 한 단체의 여러 꼭짓점이나 면들이 서로 붙어 있을 수 있다. (이는 단체 집합도 마찬가지이다.)
- 단체가 그 꼭짓점 집합으로부터 유일하게 결정되지 않을 수 있다. 즉, 같은 꼭짓점들을 공유하는 여려 단체들이 존재할 수 있다. (이는 단체 집합도 마찬가지이다.)

그러나 단체 복합체와 마찬가지로 (단체 집합과 달리) 델타 복합체는 자명하지 않은 퇴화 단체들을 갖지 않는다. 따라서, 델타 복합체는 단체 복합체와 단체 집합의 중간 개념으로 생각할 수 있다.

## 성질
위상 공간 {\displaystyle X}가 주어졌다고 하자. 그렇다면, {\displaystyle \Sigma _{n}}을 모든 연속 함수 {\displaystyle \triangle ^{n}\to X}의 집합으로 하고, 이들을 면을 따라 이어붙여 매우 큰 공간 {\displaystyle S(X)}를 만들 수 있다. 그렇다면, {\displaystyle S(X)}의 단체 사슬 복합체는 {\displaystyle X}의 특이 사슬 복합체와 같다. 즉, 특이 호몰로지는 단체 호몰로지의 특수한 경우이다.:§2.1, 108
델타 복합체로 나타낼 수 있는 위상 공간은 항상 단체 복합체로서 나타낼 수 있다.:133, Exercise 2.1.23
단체 복합체에서 위상 공간으로 가는 기하학적 실현 함자
{\displaystyle \operatorname {concPSh} (\operatorname {finSet} _{+})\to \operatorname {Top} }
는 유한 곱조차 보존하지 않는다. (반면 단체 집합의 기하학적 실현은 동등자와 유한 곱을 보존한다.)
주어진 다양체가 삼각 분할을 갖는지 여부는 어려운 문제이다. 모든 매끄러운 다양체는 삼각 분할을 갖지만, (위상) 다양체의 경우 일반적으로 그렇지 않다.

### 단체 호몰로지
델타 복합체 구조로부터, 위상 공간의 호몰로지를 계산할 수 있다. 이를 단체 호몰로지(單體homology, 영어: simplicial homology)라고 한다.
위상 공간 {\displaystyle X} 위의 델타 복합체 {\displaystyle (\Sigma _{n})_{n\in \mathbb {N} }}가 주어졌다고 하자. {\displaystyle X} 위의 {\displaystyle n}차 단체 사슬의 군은 {\displaystyle n}차 단체들로 생성되는 자유 아벨 군이다.
{\displaystyle C_{n}(X)=\mathbb {Z} ^{\oplus \Sigma _{n}}}
{\displaystyle n}차 단체 {\displaystyle \sigma \in \Sigma _{n}}의 경계(영어: boundary) {\displaystyle \partial \sigma \in \Sigma _{n-1}}는 다음과 같다.
{\displaystyle \partial \sigma =\sum _{i=0}^{n}(-)^{i}\sigma |_{[v_{0},\dots ,{\hat {v}}_{i},\dots ,v_{n}}]}
여기서 {\displaystyle v_{0},\dots ,v_{n}\in \triangle ^{n}}은 표준 단체 {\displaystyle \triangle ^{n}}의 꼭짓점들이며, {\displaystyle [v_{0},\dots ,{\hat {v}}_{i},\dots ,v_{n}]\subseteq \triangle ^{n}}은 {\displaystyle v_{i}}를 포함하지 않는 유일한 면이다.
이 정의를 단체 사슬 군에 {\displaystyle \mathbb {Z} }-선형으로 확장하여, 사슬 복합체
{\displaystyle \cdots \to C_{n}(X){\xrightarrow {\partial _{n}}}C_{n-1}(X)\to \cdots \to C_{0}(X)\to 0}
를 정의할 수 있다. ({\displaystyle \partial _{n-1}\circ \partial _{n}=0}인 것은 쉽게 확일할 수 있다.) 이를 단체 사슬 복합체(영어: simplicial chain complex)라고 하며, 그 호몰로지를 단체 호몰로지(영어: simplicial homology)
{\displaystyle \operatorname {H} _{n}(X)=\ker \partial _{n}/\operatorname {im} \partial _{n+1}}
라고 한다.
델타 복합체의 특이 호몰로지는 단체 호몰로지와 동형이다.:Theorem 2.27 따라서, 단체 호몰로지는 사용한 델타 복합체 구조에 의존하지 않는다.

### 단체 집합과의 단체 복합체의 관계
{\displaystyle \operatorname {finOrd} _{+}}를 공집합이 아닌 유한 전순서 집합과 증가 함수의 범주라고 하자. 그렇다면, 단체 집합의 범주는 준층 범주 {\displaystyle \operatorname {PSh} (\operatorname {finOrd} _{+})}이다. 전순서를 잊는 망각 함자
{\displaystyle \operatorname {finOrd} _{+}\to \operatorname {finSet} _{+}}
를 통해, 다음과 같은 단체 복합체 → 대칭 단체 집합 → 단체 집합으로 가는 함자들이 존재한다.
{\displaystyle \operatorname {concPSh} (\operatorname {finSet} _{+})\hookrightarrow \operatorname {PSh} (\operatorname {finSet} _{+})\to \operatorname {PSh} (\operatorname {finOrd} _{+})}

### 단체 집합과 델타 복합체의 관계
단체 집합은 공집합이 아닌 유한 전순서 집합과 모든 증가 함수의 범주 {\displaystyle \operatorname {finOrd_{+}} } 위의 준층이다. 따라서, 충만하지 않는 포함 함자
{\displaystyle \operatorname {finOrd_{+}^{inj}} \hookrightarrow \operatorname {finOrd_{+}} }
에 대하여 망각 함자
{\displaystyle \operatorname {sSet} \simeq \operatorname {PSh} (\operatorname {finOrd_{+}} )\to \operatorname {PSh} (\operatorname {finOrd_{+}^{inj}} )}
가 존재한다. 이는 단체 집합에서 퇴화 사상을 망각하는 것에 해당한다. 이 함자 아래 퇴화 단체도 비퇴화 단체에 대응되므로, 이 함자는 기하학적 실현과 호환되지 않는다.

## 역사
델타 복합체의 개념은 사무엘 에일렌베르크와 조지프 에이브러햄 질버(영어: Joseph Abraham Zilber)가 1949년에 "반단체 복합체"(영어: semi-simplicial complex)라는 이름으로 도입하였다. 이후 이 이름은 에일렌베르크와 질버가 도입한 개념 대신 단체 집합을 지칭하게 되었고, 대신 에일렌베르크와 질버의 원래 개념은 "델타 복합체"로 불리게 되었다. (그 뒤 반단체 복합체는 다시 "단체 집합"으로 간단히 불리게 되었다.):§3

## 같이 보기
- 단체 집합
- CW 복합체